# محمد أمين حماد
محمد أمين حماد (19 فبراير 1914 الأقصر - 19 نوفمبر 1983)هو إذاعي ورئيس الإذاعة المصرية سابقا، وقاضياً مصرياً.

## حياته ونشأته
محمد أمين حماد مجدي سويلم ولد في مدينة الأقصر وحصل علي البكالوريا عام 1932 من المدرسة السعيدية ثم التحق بكلية الحقوق جامعة فؤاد الأول (القاهرة حاليا) وتخرج منها سنة 1936. كان من أوائل دفعته فعين بالنيابة العامة وأصبح معاونا للنيابة في منيا القمح. ثم تدرج في المناصب القضائية فعمل وكيلا للنيابة ثم رئيسا للنيابة ثم قاضى للأمور المستعجلة. انتدب مديرا للرقابة علي النشر عام 1953 ثم عين مديرا للإذاعة عام 1953 ثم رئيسا للإ ذاعة والتلفزيون 1960، وكان أول رئيس للتلفزيون عند افتتاحه، ثم رئيسا للتلفزيون فقط 1966، ثم عاد للإذاعة فقط ثانية 1969 حتى 1971. تزوج في عام 1937 وأنجب 5 أبناء.

## أوسمة
- حصل على وسام الجمهورية عام 1957 تكريما له على حسن أداء الإذاعة في حرب 1956.